# Paracuellos de la Ribera
Paracuellos de la Ribera là một đô thị ở tỉnh Zaragoza, Aragon, Tây Ban Nha. Theo điều tra dân số 2004 của Viện thống kê Tây Ban Nha (INE), đô thị này có dân số là 234 người. Diện tích đô thị này là 14 ki-lô-mét vuông.Đô thị này nằm ở độ cao 486m trên mực nước biển.

## Biến động dân số
| 1991 |  | 1996 |  | 2001 |  | 2004 |
| ---- |  | ---- |  | ---- |  | ---- |
| 351  |  | 331  |  | 255  |  | 234  |